# Manakaiaua (rivière)
Le fleuve Manakaiaua  (en anglais : Manakaiaua River) est un cours d’eau de la région de la West Coast dans l’Île du Sud de la Nouvelle-Zélande.

## Géographie
Il s’écoule vers le nord-ouest à partir de sa source sur les pentes du ‘Mount Ritchie’ dans la chaîne des « Bare Rocky Range », une partie des Alpes du Sud, atteignant la  Mer de Tasman  au nord de Bruce Bay.